# Tales of Tomorrow
Tales of Tomorrow var en amerikansk antologi-TV-serie producerad av American Broadcasting Company som sändes mellan åren 1951 och 1953. Episoderna visades som direktsändningar och temat var ofta science fiction-berättelser. Historierna som ingick var bland andra Frankenstein, En världsomsegling under havet (i två delar) och Appointment on Mars.

## Skådespelarei serien (i urval)
- Lon Chaney Jr.
- Leslie Nielsen
- Paul Newman
- Boris Karloff
- Bruce Cabot
- Gene Lockhart